# Domingos Borges Machado Acatauassú
Domingos Borges Machado Acatauassu (cerca de, 1779 - 1839) foi um político,proprietário de engenho e, senhor escravista brasileiro. comendador da então província do Pará e sogro do Barão de Igarapé-Miri.
Foi um indivíduo de destacaque na villa brasileira de Igarapé-Miri pelo expressivo poder econômico e por ser membro de uma família tradicional do Vale do Tocantins (Pará) desde o período colonial brasieiro.
Domingos foi influenciado pela onda nativista no Brasil no período de 1800, este adotou o topônimo indígena Acatauassú.

## Biografia
No período pré e pós-independência ocorreu uma onda nativista no território brasileiro, onde membros de famílias tradicionais adotaram topônimos indígenas, devido o fato de ser uma sociedade fortemente marcada pela presença indígena. Como ocorreu com Domingos Borges Machado, membro de família de prestígio de Igarapé-Miri, alterou ainda na primeira metade do século XIX o nome para Domingos Borges Machado Acatauassú.
Domingos Acatauassu foi destacaque em Igarapé-Miri, pois pertencia a uma família tradicional do Vale do Tocantins, estabelecida na região desde o período colonial brasieiro, quando esta adquiriu sesmarias da Coroa portuguesa e obteve expressivo poder econômico.
Este foi proprietário do engenho São Domingos, situado no 2º distrito de Igarapé-Miri e, também foi sogro do Barão de Igarapé-Miri. Também herdou fazenda do pai, o Capitão-mor Francisco Borges Machado.
Domingos Acatauassú foi casado com Dona Ana Teresa Gonçalves Acatauassú, páis de Domingos Borges Machado Acatauassu e da futura Baronesa de Igarapé-Miri, a miriense Rita Borges Machado Acatauassú Nunes. Eles viveram na fazenda situada próximo a Vila Sant’Ana de Igarapé-Miri, na localidade Barro Alto. Sua filha ao completar quinze anos casou-se com o Barão de Igarapé-Miri, Antônio Gonçalves Nunes, tornando-se baronesa e, juntos viveram no Engenho São Domingos no Rio Maiauatá em Igarapé-Miri.

### Vida política
Assim como tantos outros abastados fazendeiros e senhores de engenhos que compunham a elite da paraense no século XIX, a riqueza desses também permitiu que alcançassem uma série de cargos públicos, que possibilitaram a perpetuação de seus status social na sociedade paraense. Assim Domingos Acatauassú tornou-se vereador, que disputava poder com Pedro Honorato Corrêa de Miranda (filho do capitão Julião Antonio Corrêa de Miranda e da índia tapuia Valéria).
Em 26 de julho de 1845, na solenidade de elevação a categoria de "villa" da então freguesia de Igarapé-Miri (no Vale do Tocantins: Comarcas de Cametá e Igarapé-Miri) na então província do Pará, estavam presentes os vereadores eleitos: Vitório Procópio do Espírito Santo (vigário), João dos Santos Lopes, Pedro Honorato Correa de Miranda, João Evangelista Correa Chaves, Francisco Correa de Miranda, Antonio Higimo Cardoso Amanajás e, Domingos Borges Machado Acatauassú (comendador). Desses sete vereadores, cinco constam como senhores escravistas do período de 1800.